# REUNITED & STARTING OVER
『REUNITED & STARTING OVER』（リユナイテッド アンド スターティング・オーヴァー）は、2004年4月16日にリリースされた、FENCE OF DEFENSEのライブ・アルバム。

## 解説
1999年発売された『LOGICAL AESTHETICS SWIMMING TRAGEDY』を最後にFODは活動を休止した。背景にはメンバーの独立などマネジメント、ビジネスサイドの諸事情があったとされているが、いずれにせよ再開についてのアナウンスが一切なかったその期間、FREAKS（FODに於けるファンの呼称）の間では解散説が飛び交うなど、悲観的な憶測がまことしやかに囁かれた。
その不安は、1999年の西村に続いて2002年の山田の独立でピークに達するが、他ならぬその山田の提唱により2003年、FODはマネジメントを一新して活動を再開することになった。
まず9月20日に再開シングル「薔薇のダイヤを胸に/PERFECT WORLD」がリリースされ、次いで10月23日・24日、そして追加公演として31日に原宿アストロホールで「再会そして再開」LIVEを実施、バンドは見事に完全復活を果たした。
本作は、その復活公演の模様をダイジェスト収録したFOD初のライブ・アルバム。「薔薇のダイヤを胸に」と「PERFECT WORLD」のLIVE映像を収めたDVDも同梱。バンド活動に先立って、メンバー全員が宇都宮隆のツアーWANTOKに参加、話題を呼んだ。同ツアーではアンコールでFODの代表曲である「SARA」も演奏。「薔薇のダイヤを胸に」のシングルはWANTOKツアーでも販売された。復活後のFODは、マネジメントを山田が役員を務めるオフィスで、リリースを西村が設立した自主レーベルで行っている。

## 収録曲
| 全編曲: FENCE OF DEFENSE。 |                             |                    |                            |
| #                          | タイトル                    | 作詞               | 作曲                       |
| 1.                         | 「OPENING (AB-O-RIGI-NAL)」 |                    | 西村麻聡                   |
| 2.                         | 「STRANGE BLUE」            | 柳川英巳           | 西村麻聡                   |
| 3.                         | 「FATHIA」                  | FENCE OF DEFENSE   | 西村麻聡                   |
| 4.                         | 「MIDNIGHT FLOWER」         | 柳川英巳           | 西村麻聡                   |
| 5.                         | 「SARA」                    | FENCE OF DEFENSE   | 西村麻聡                   |
| 6.                         | 「VIOLET SONG」             | K.INOJO            | 北島健二、西村麻聡、山田亘 |
| 7.                         | 「BURN」                    | FENCE OF DEFENSE   | 西村麻聡                   |
| 8.                         | 「風のゆくえ」              | 西村麻聡           | 西村麻聡                   |
| 9.                         | 「クロスロード・パズル」    |                    | 北島健二                   |
| 10.                        | 「NIGHTLESS GIRL」          | 柳川英巳           | 西村麻聡                   |
| 11.                        | 「SOUL X-PLOSION」          | 石川雅敏、西村麻聡 | 西村麻聡                   |
| 12.                        | 「COME ON」                 | 尾上文             | 西村麻聡                   |
| 13.                        | 「無条件完全降伏」          | 北島健二           | FENCE OF DEFENSE           |
| 14.                        | 「LIGHTHOUSE」              | K.INOJO            | 西村麻聡                   |

| #  | タイトル               | 作詞    | 作曲     |
| -- | ---------------------- | ------- | -------- |
| 1. | 「薔薇のダイヤを胸に」 | K.INOJO | 西村麻聡 |
| 2. | 「PERFECT WORLD」      |         | 西村麻聡 |